# الجبهة الداخلية للولايات المتحدة خلال الحرب العالمية الثانية
دعمت الجبهة الداخلية للولايات المتحدة خلال الحرب العالمية الثانية المجهود الحربي بطرق عديدة، بما في ذلك مجموعة واسعة من الجهود التطوعية والخضوع لحصص الإعاشة وضوابط الأسعار التي تديرها الحكومة. وكان هناك شعور عام بالاتفاق على أن التضحيات كانت من أجل الصالح العام خلال الحرب.
تغيرت سوق العمل تغيرًا جذريًا. واتخذت الصراعات في وقت السلم المتعلقة بالعرق والعمل بعداً خاصاً بسبب الضغط من أجل الوحدة الوطنية. صناعة أفلام هوليوود كانت مهمة للدعاية. تغير كل جانب من جوانب الحياة من السياسة إلى المدخرات الشخصية عندما وضعت على أساس الحرب. وقد تحقق ذلك بانتقال عشرات الملايين من العمال من وظائف منخفضة الإنتاجية إلى وظائف عالية الإنتاجية في المراكز الصناعية. فقد انتقل الملايين من الطلاب ، والمتقاعدين ، وربات البيوت ، والعاطلين عن العمل إلى قوة العمل النشطة. وزادت ساعات عملهم زيادة كبيرة مع الانخفاض الحاد في وقت الأنشطة الترفيهية.
تم تقنين البنزين واللحوم والملابس بشكل محكم. وقد خصص لمعظم الأسر 3 غالونات أمريكية (11 لترا ؛ 2.5 غالون إمب) من البنزين في الأسبوع، مما حد بشدة من القيادة لأي غرض من الأغراض. وكان إنتاج أغلب السلع المعمرة ، مثل المساكن الجديدة ، والمكانس الكهربائية ، وأجهزة المطبخ ، محظوراً إلى أن انتهت الحرب. وفي المناطق الصناعية ، كان المعروض من المساكن شحيحا حيث تضاعف عدد السكان وعاشوا في مساكن ضيقة. وتم التحكم في الأسعار والأجور. ادخر الأمريكيون نسبة عالية من دخولهم ، مما أدى إلى تجدد النمو بعد الحرب.

## الضوابط والضرائب
كانت السياسة الضريبية الاتحادية مثيرة للجدل إلى حد كبير خلال الحرب ، مع معارضة الرئيس فرانكلين روزفلت لتحالف المحافظين في الكونغرس. ومع ذلك ، اتفق كلا الجانبين على الحاجة إلى ضرائب عالية (جنبا إلى جنب مع الاقتراض الثقيل) لدفع تكاليف الحرب: تراوحت المعدلات الضريبية الهامشية العليا من 81 ٪ إلى 94 ٪ طوال فترة الحرب ، وانخفض مستوى الدخل الخاضع لأعلى معدل من 5،000،000 دولار إلى 200،000 دولار. حاول روزفلت دون جدوى، بموجب الأمر التنفيذي 9250، فرض ضريبة إضافية بنسبة 100 ٪ على الدخول بعد خصم الضرائب التي تزيد عن 25،000 دولار أمريكي (ما يعادل حوالي 369،375 دولار أمريكي اليوم). ومع ذلك ، تمكن روزفلت من فرض هذا السقف على أجور المسؤولين التنفيذيين في الشركات التي لديها عقود حكومية. كما وسع الكونغرس القاعدة الضريبية بتخفيض الحد الأدنى للدخل اللازم لدفع الضرائب، وبتخفيض الإعفاءات والخصومات الشخصية. وبحلول عام 1944 كان كل شخص عامل تقريبا يدفع ضرائب الدخل الاتحادية (مقارنة بنسبة 10 ٪ في عام 1940).
وقد فُرضت ضوابط كثيرة على الاقتصاد. وأهمها ضوابط الأسعار ، التي تفرض على معظم المنتجات ويرصدها مكتب إدارة الأسعار. كما كانت الأجور خاضعة للمراقبة. تعاملت الشركات مع العديد من الوكالات ، وخاصة مجلس الإنتاج الحربي ، وأقسام الحرب والبحرية ، التي كان لديها القوة الشرائية والأولويات التي أعادت إلى حد كبير تشكيل وتوسيع الإنتاج الصناعي.

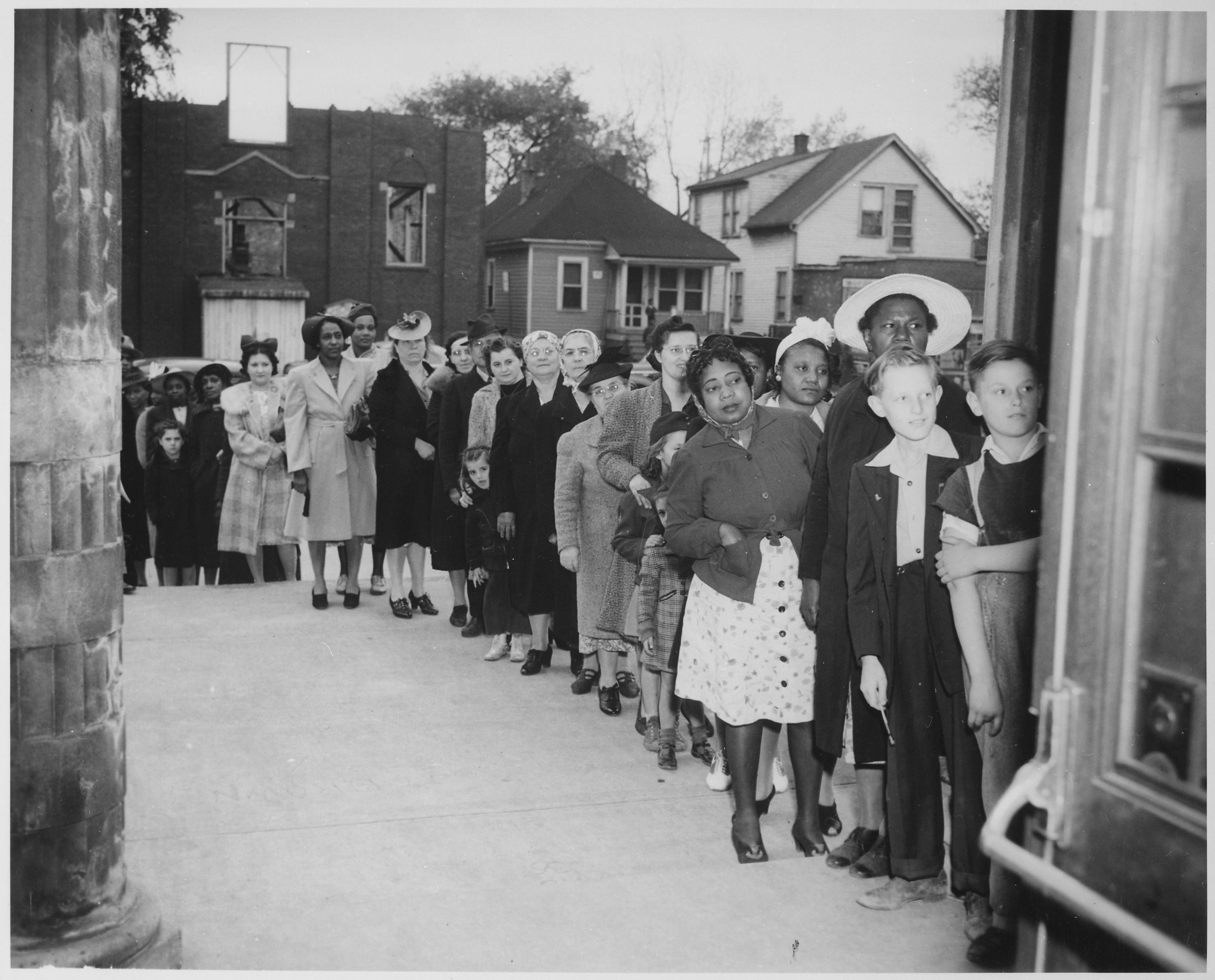
تقنين السكر

## المدخرات الشخصية
بلغ الدخل الشخصي أعلى مستوياته على الإطلاق، وكان عدد أكبر من الدولارات يطارد سلعا أقل من أجل شرائها. كانت هذه وصفة لكارثة اقتصادية تم تجنبها إلى حد كبير لأن الأمريكيين - الذين تقنعهم حكومتهم يوميًا بذلك - كانوا يدخرون الأموال بمعدل مرتفع على الإطلاق ، معظمهم في سندات الحرب ولكن أيضًا في حسابات الادخار الخاصة وبوليصات التأمين. وشجع بقوة الادخار الاستهلاكي من خلال الاستثمار في سندات الحرب التي تستحق بعد الحرب. ويحصل معظم العمال على خصم تلقائي من المرتبات ؛ ويجمع الأطفال طوابع الادخار إلى أن يحصلوا على ما يكفي لشراء سند. تم عقد تجمعات السندات في جميع أنحاء الولايات المتحدة مع المشاهير ، عادة نجوم أفلام هوليوود ، لتعزيز فعالية الإعلان عن السندات. كان العديد من النجوم مسؤولين عن جولات الظهور الشخصية التي حصدت عدة ملايين من الدولارات في شكل تعهدات سندات - مبلغ مذهل في عام 1943.

## اليد العاملة
انتهت مشكلة البطالة في الكساد الكبير بالتعبئة للحرب. من أصل قوة عاملة يبلغ قوامها 54 مليون عامل، انخفضت البطالة إلى النصف، من 7.7 مليون عاطل عن العمل في ربيع العام 1940 (عندما جُمعت أولى الإحصائيات الدقيقة) إلى 3.4 مليون في خريف العام 1941، وانخفضت إلى النصف مرة أخرى، أي إلى 1.5 مليون في خريف العام 1942، لتصل إلى أدنا مستوياتها البالغ 700 ألف في خريف العام 1944. كان هناك نقص متزايد في اليد العاملة في مراكز الحرب، وكانت الشاحنات التي تذيع مناشير حكومية تسير في الشوارع تلو الآخر تتوسل للناس للتقدم إلى وظائف الحرب.
أدى الإنتاج الكبير في زمن الحرب إلى خلق ملايين الوظائف الجديدة، بينما خفض التجنيد الإلزامي عدد الشباب المتاحين للوظائف المدنية. كان الطلب على اليد العاملة كبيرًا جدًا لدرجة أن الملايين من المتقاعدين وربات البيوت والطلاب دخلوا القوة العاملة، بعد أن أغوتهم الوطنية والأجور المدفوعة. دفع نقص موظفي البقالة تجار التجزئة للتحول إلى الخدمة الذاتية. مع وجود موظفات جديدات قصيرات القامة يحلن محل الرجال الأطول قامة، خفضت بعض المتاجر الرفوف إلى 5 أقدام و 8 بوصات (1.73 م). قبل الحرب، كانت معظم محلات البقالة وتنظيف الملابس الجاف والصيدليات والمتاجر تقدم خدمة توصيل الطلبات إلى المنازل. تسبب نقص اليد العاملة وتقنين البنزين والإطارات في توقف معظم تجار التجزئة عن التسليم. وجد هؤلاء أن الطلب من العملاء شراء منتجاتهم شخصيًا أدى إلى زيادة المبيعات.

### النساء
انضمت النساء إلى القوى العاملة ليحلن محل الرجال الذين انضموا إلى القوات المسلحة، وإن كان انضمامهم قد تم بأعداد أقل. ذكر روزفلت أن جهود المدنيين في الداخل لدعم الحرب من خلال التضحية الشخصية كانت حاسمة لكسب الحرب، تمامًا مثل جهود الجنود أنفسهم. أصبحت «روزي المبرشمة» رمزًا لعمل المرأة في التصنيع. أحدث المجهود الحربي تغييرات كبيرة في دور المرأة في المجتمع ككل. عندما عاد المعيل الذكر من المعركة، توقفت الزوجات عن العمل. في نهاية الحرب، انتهت معظم وظائف صناعة الذخائر. أغلق العديد من المصانع وأعيد تجهيز مصانع أخرى للإنتاج المدني. في بعض الوظائف، استبدلت النساء بعودة قدامى المحاربين الذين لم يفقدوا الأقدمية لأنهم كانوا في الخدمة. لكن عدد النساء العاملات في عام 1946 كان 87% من عدد العاملات عام 1944، ما يعني أن 13% من النساء فقدن وظائفهن أو تركنها. أخرج العديد من النساء العاملات في مصانع الآلات وغيرها من المصانع من القوى العاملة. وجد العديد من عاملات المصانع السابقات هؤلاء أعمالًا أخرى في المطابخ أو التعليم أو غيرها من المهن.
يُظهر الجدول أدناه تطور القوى العاملة في الولايات المتحدة (التطور البارد) حسب الجنس خلال سنوات الحرب.
| السنة | مجموع القوى العاملة (*1000) | عدد الرجال (*1000) | عدد النساء (*1000) | نسبة النساء من اليد العاملة (%) |
| 1940  | 56،100                      | 41،940             | 14،160             | 25.2                            |
| 1941  | 57،720                      | 43،070             | 14،650             | 25.4                            |
| 1942  | 60،330                      | 44،200             | 16،120             | 26.7                            |
| 1943  | 64،780                      | 45،950             | 18،830             | 29.1                            |
| 1944  | 66،320                      | 46،930             | 19،390             | 29.2                            |
| 1945  | 66،210                      | 46،910             | 19،304             | 29.2                            |
| 1946  | 60،520                      | 43،690             | 16،840             | 27.8                            |

هذا وتولت النساء أدوارًا جديدة في مجالي الرياضة والترفيه، والتي فتحت أمامهن مع تزايد أعداد الرجال الذي استدعوا للخدمة في الجيش. أنشأ فيليب ريجلي مالك شيكاغو كابس دوري البيسبول النسائي المحترف لعموم أمريكا، سعيًا إلى طرق بديلة لتوسيع رخصته في لعبة البيسبول مع مغادرة كبار اللاعبين الذكور للخدمة العسكرية. في عام 1943، أنشأ بطولة دوري مكونة من ثمانية فرق في المدن الصناعية الصغيرة حول البحيرات الكبرى. تضمنت أسماء الفرق كينوشا كوميتس وروكفورد بيتشز وفورت واين دايزيز. قدمت الألعاب الليلية الترفيه على المستوى الوطني بأسعار معقولة للأمريكيين العاملين الذين توافدوا لشغل وظائف زمن الحرب في مراكز الغرب الأوسط في شيكاغو وديترويت (على الرغم من أن الأجور كانت أفضل مما كانت عليه في فترة ما قبل الحرب، إلا أن معظم عمال الحرب الصناعية كانوا يعيشون في ظل تقنين الوقود والإطارات، ما جعل الترفيه بالنسبة إليهم يقتصر على الترفيه المحلي.) قدم الدوري ترفيهًا جديدًا للفتيات اللواتي لعبن الكرة كما يلعبها للرجال، وقد أتيح لهن تطبيق مهارات البيسبول التقليدية من الانزلاق واللعبات المزدوجة أثناء ارتداء التنانير القصيرة الأنثوية. جندت لاعبات لا تتجاوز أعمارهن 15 عامًا من أسر المزارع والفرق الصناعية الحضرية، وروفق على الطريق وخضعن لقواعد سلوكية صارمة تضمنت المكياج الإلزامي وتصفيف الشعر وعدم الشرب أو التدخين وعدم الشتم وعدم التودد للرجال وعدم ارتداء السراويل في الأماكن العامة. إضافة إلى ذلك، جندت الرابطة لاعبين بيض فقط. دعم المشجعون الدوري لدرجة أنه استمر بعد انتهاء الحرب بفترة طويلة، حتى عام 1953. خلال الثمانينيات، أدخلت الدوري رسميًا في قاعة مشاهير البيسبول في كوبرزتاون، نيويورك، وأصبح موضوعًا لفيلم عُرض عام 1994 بعنوان «دوري خاصة بهن».

### الزراعة
كان نقص اليد العاملة ملموسًا في قطاع الزراعة، على الرغم من أن معظم المزارعين حصلوا على استثناء لم يُجنّد إلا القليل منهم. تطوعت أعداد كبيرة منهم أو انتقلت إلى المدن للعمل في المصانع. في الوقت نفسه، كان هناك طلب كبير على السلع الزراعية من قبل الجيش والسكان المدنيين من الحلفاء. شُجّع الإنتاج وكانت الأسعار والأسواق تحت سيطرة اتحادية مشددة. شجع المدنيون على إنشاء «حدائق انتصار»، وهي مزارع غالبًا ما تُنشأ في الباحات الخلفية للمنازل والأراضي غير المبنية. شجع الأطفال على المساعدة في هذه المزارع.
بدأ برنامج براسيرو، وهو اتفاقية عمل ثنائي القومية بين المكسيك والولايات المتحدة في عام 1942. جند حوالي 290 ألف براسيرو («سواعد قوية» باللغة الإسبانية) وتم التعاقد معهم للعمل في المجالات الزراعية. ذهب نصف هؤلاء إلى تكساس، و 20% إلى شمال غرب الولايات المتحدة المطل على المحيط الهادئ.
بين عامي 1942 و 1946، استخدم حوالي 425 ألف أسير حرب إيطالي وألماني عمالًا للمزارع وعمالًا لقطع الأشجار والتوضيب. في ميشيغان على سبيل المثال، استحوذ أسرى الحرب على أكثر من ثلث الإنتاج الزراعي وتجهيز الأغذية في الولاية في عام 1944.

### الأطفال
مع الحاجة إلى مصدر أكبر للغذاء، تطلّعت الأمة إلى الأطفال في سن المدرسة للمساعدة في المزارع. غالبًا ما كان لدى المدارس حديقة انتصار في مواقف السيارات الخالية وعلى الأسطح. ساعد الأطفال في هذه المزارع للمساهمة في المجهود الحربي، كما أثر شعار «ازرع بنفسك، علّب بنفسك» على الأطفال للمساعدة في المنزل.

### المراهقون
مع الحاجة المتزايدة لرجال أصحاب أجساد قادرة على بذل الجهود في أوائل أربعينيات القرن الماضي، ازداد استهلاك الحرب لليد العاملة الأمريكية فتحولت الوظائف الصناعية إلى الفتيان والفتيات في سن المراهقة لملء الشواغر واستبدل من ذهبوا للحرب. إذًا، كان على العديد من الولايات تغيير قوانين عمالة الأطفال للسماح لهؤلاء المراهقين بالعمل. أدت إغراءات الوطنية والنضوج والمال إلى ترك العديد من الشباب مدارسهم وحصولهم على وظائف دفاعية.  بين عامي 1940 و 1944، ارتفع عدد العمال المراهقين بمقدار 1.9 مليون عامل، وانخفض عدد الطلاب في المدارس الثانوية العامة من 6.6 مليون طالب في عام 1940 إلى 5.6 مليون في عام 1944، ما يعني أن مليون طالب والعديد من المعلمين حصلوا على وظائف.